# کولانژیوگرافی
کولانژیوگرافی (به انگلیسی: Cholangiography) یا زردآب‌راه‌نگاری روشی که در آن است با تزریق ماده حاجب به درون مجرای سیستیک یا مجرای مشترک صفراوی، از این مجاری به وسیله پرتو ایکس عکس برداری می‌شود.
با این آزمایش می‌توان به انسدادها و تومورها پی برد و همچنین مسیر مجرای صفراوی را بررسی نمود.

این تست به دو روش انجام می‌شود که در هر دو آن‌ها برای ایجاد تضاد جهت تشخیص بهتر از ماده فلورسنت استفاده می‌شود:
- کولانژیوگرافی ترانس‌هپاتیک از طریق پوست(PTC): آزمایش کبد از طریق پرتو ایکس می‌باشد و در این روش با یک سوزن باریک وارد کبد شده و ماده حاجب جهت عکس برداری در داخل کبد و مجرای صفراوی تزریق می‌شود.
- رتروگرادکلانژیوپانکراتوگرافی اندوسکوپیک (ERCP): به معنی تصویربرداری با جهت مخالف از مجاری صفراوی و پانکراس توسط اندوسکوپی است.[۳] این روش هم جنبه درمانی و هم تشخیصی دارد.

کولانژیوگرافی در حال حاضر تا حد زیادی جایگزین کولانژیوگرافی داخل وریدی(IVC) شده‌است.